# Paraná (navio)
O vapor Paraná foi um navio mercante a vapor brasileiro pertencente a Companhia de Comércio e Navegação, sendo considerado na época a melhor embarcação da empresa.

## O navio e a sua história
A quilha do „Paraná” foi batida em 1892, sendo lançado em novembro de 1892, sob encomenda da Clyde Shipping Co. Ltd., sendo batizado „Longships”. Em 1893 sua construção foi terminada. Em 1911, foi vendido para a CCN (Companhia de Comércio de Navegação) sendo rebatizado „Paraná”.

## Ataque alemão
O Paraná deixou o porto de Rio de Janeiro com destino ao porto de Le Havre na França, levando 4 466 toneladas de café. A embarcação não levava armas, já que o Brasil era um país neutro. Navegava com todas as luzes acesas e com pavilhão nacional nos bordos (bombordo e boreste) e no mastro. Às 18h35 do dia 5 de abril de 1917, o vapor, sem aviso, foi torpedeado pelo SM U-32 pelo bombordo, na altura da casa de máquinas. "Na ocasião o navio ia em marcha reduzida, com todas as luzes regularmente acesas, ostentando em lugar iluminado e bem visível o nome de nosso país, com a bandeira nacional e o distintivo da empresa proprietária içados, como é de praxe entre os navios neutros". Com o navio adernado, a tripulação começou a abandonar a embarcação, no entanto, o submarino veio à tona e disparou 5 tiros de canhão, matando 3 tripulantes e ferindo outros. A tripulação do submarino estava nitidamente com a intenção de afundar o cargueiro rapidamente.
O submarino fugiu depois que um contra-torpedeiro francês apareceu para resgatar os sobreviventes, porém, o Paraná afundou em menos de cinco minutos pela popa.

## Repercussão no Brasil
No Brasil, o naufrágio causou comoção e protesto em todo o Brasil, inclusive propriedades alemãs em Porto Alegre e Blumenau foram vandalizadas devido ao "perigo alemão".
Lauro Müller, então Ministro das Relações Exteriores, foi obrigado a pedir demissão do cargo devido ao sentimento antialemão e aos discursos inflamados de Ruy Barbosa.
O governo brasileiro reclamou na embaixada e nos consulados alemães, mas não houve respostas as reclamações. Depois disso, em 11 de abril, o Brasil cortou relações com a Alemanha e só no dia 26 de outubro, depois do torpedeamento do Macau, o presidente Venceslau Brás declarou guerra à Alemanha.